# Municipio de Bridge Creek
El municipio de Bridge Creek (en inglés: Bridge Creek Township) es un municipio ubicado en el condado de Ouachita en el estado estadounidense de Arkansas. En el año 2010 tenía una población de 639 habitantes y una densidad poblacional de 5,46 personas por km².

## Geografía
El municipio de Bridge Creek se encuentra ubicado en las coordenadas 33°24′58″N 92°52′6″O / 33.41611, -92.86833. Según la Oficina del Censo de los Estados Unidos, el municipio tiene una superficie total de 116.95 km², de la cual 116,95 km² corresponden a tierra firme y (0 %) 0 km² es agua.

## Demografía
Según el censo de 2010, había 639 personas residiendo en el municipio de Bridge Creek. La densidad de población era de 5,46 hab./km². De los 639 habitantes, el municipio de Bridge Creek estaba compuesto por el 80,59 % blancos, el 18 % eran afroamericanos, el 0,31 % eran amerindios, el 0,16 % eran asiáticos y el 0,94 % eran de una mezcla de razas. Del total de la población el 0,31 % eran hispanos o latinos de cualquier raza.